# 적도 기니 국가 올림픽 위원회
적도 기니 국가 올림픽 위원회(스페인어: Comité Olímpico Nacional de Guinea Ecuatorial, 프랑스어: Comité national olympique équatoguinéen, 포르투갈어: Comité Olímpico Nacional da Guiné Equatorial)는 적도 기니를 대표하는 국가 올림픽 위원회이다. IOC 코드는 GEQ이다. 본부는 말라보에 있으며 아프리카 국가 올림픽 위원회 연합에 소속되어 있다.
1980년에 설립되었으며 1984년에 국제 올림픽 위원회의 승인을 받았다. 올림픽, 올아프리카 게임을 비롯한 국제 스포츠 대회에 참가하는 적도 기니의 선수들을 대표한다.